# الإمبراطورة ميشو
الإمبراطورة ميشو (باليابانية: 明正天皇 ميشو تينو) (9 يناير 1624 - 4 ديسمبر 1696) كانت الإمبراطورة التاسعة بعد المائة في اليابان وفقا للترتيب الأباطرة. امتدت فترة حكم الإمبراطورة ميشو في الفترة بين عامي 1629 و 1643.